# Emil Mazuw
Emil Gottlieb Mazuw, född 21 september 1900 i Essen, död 11 december 1987 i Karlsruhe, var en tysk nazistisk politiker och Obergruppenführer i Waffen-SS och polisen. Han var från 1936 till 1945 ledamot av den tyska riksdagen. Från 1938 till 1945 var Mazuw Högre SS- och polischef (Höhere SS- und Polizeiführer, HSSPF) i området Ostsee med tjänstesäte i Stettin.

## Biografi
Efter grundskolan gick Mazuw i lära som låssmed. I slutet av första världskriget tog han värvning i den kejserliga marinen. Vid krigsslutet hamnade han i brittisk krigsfångenskap, varur han släpptes i mars 1920. Under 1920-talet arbetade han som låssmed och maskinist.
Mazuw blev 1928 medlem i Nationalsocialistiska tyska arbetarepartiet (NSDAP) och Sturmabteilung (SA). Två år senare, 1930, flyttade han över till Schutzstaffel (SS) och kom under de följande åren att leda olika lokala SS-styrkor. Efter Adolf Hitlers maktövertagande i januari 1933 övertog Mazuw ledningen för Notpolizei i Coburg, som bestod av 55 SS-män. I stadens rådhus företog Mazuw förhör av politiska motståndare och judar. Förhören skedde ofta under tortyr och fångarna misshandlades emellanåt tills de blev medvetslösa.
Från november 1933 till september 1934 var Mazuw chef för SS-Abschnitt XXVIII (SS-område 28) med tjänstesäte i Regensburg. I juli 1934 utsåg Hitler Franz Schwede till Gauleiter i Pommern och Mazuw följde då med denne som chef för SS-Abschnitt XIII (SS-område 13). Mazuw steg i graderna och fick allt större ansvar inom SS-apparaten. I april 1936 utnämndes han till befälhavare för SS-Oberabschnitt Nord och två år senare till Högre SS- och polischef i området Ostsee med tjänstesäte i Stettin.

### Andra världskriget
Efter det tyska angreppet på Polen den 1 september 1939 fick Mazuw i uppdrag av Heinrich Himmler att utrymma hälso- och vårdanstalter i Gau Pommern. På initiativ av Schwede, Gauleiter i Pommern, flyttades omkring 1 400 patienter från fem sjukhus – Stralsund, Ueckermünde, Treptow, Lauenburg och Meseritz-Obrawalde – till Neustadt i Westpreussen. Där fördes de in i ett skogsområde vid Piaśnica och arkebuserades av SS-Wachsturmbann "Eimann" under befäl av SS-Sturmbannführer Kurt Eimann. Ytterligare 1 000 mördades i gasvagnar i början av 1940. I egenskap av SS-general närvarade Mazuw vid det första av Himmlers tal i Posen den 4 oktober 1943.

### Efter andra världskriget
Mazuw greps den 9 maj 1945 och internerades. I april 1948 dömdes han i ett denazifieringsförfarande till åtta års fängelse. Tillsammans med Franz Schwede och tio andra SS-män ställdes Mazuw i januari 1951 inför rätta för de brott de begått i Coburg år 1933. Straffet för Mazuw blev åtta år och sex månader i fängelse. Efter flera nådeansökningar frigavs Mazuw den 25 november 1953.
Emil Mazuw dog i Karlsruhe den 11 december 1987.

## Befordringshistorik
| Datum             | Tjänstegrad                                      | Anmärkning                                                                      |
| ----------------- | ------------------------------------------------ | ------------------------------------------------------------------------------- |
| 30 november 1930  | SS-Sturmführer                                   | Efter de långa knivarnas natt 1934 fick graden benämningen SS-Untersturmführer. |
| 4 februari 1932   | SS-Sturmhauptführer                              | Efter de långa knivarnas natt 1934 fick graden benämningen SS-Hauptsturmführer. |
| 11 april 1932     | SS-Sturmbannführer                               |                                                                                 |
| 30 januari 1933   | SS-Standartenführer                              |                                                                                 |
| 20 mars 1934      | SS-Oberführer                                    |                                                                                 |
| 30 januari 1936   | SS-Brigadeführer                                 |                                                                                 |
| 13 september 1936 | SS-Gruppenführer                                 |                                                                                 |
| 15 april 1941     | SS-Gruppenführer und Generalleutnant der Polizei |                                                                                 |
| 20 april 1942     | SS-Obergruppenführer und General der Polizei     |                                                                                 |
| 1 juli 1944       | SS-Obergruppenführer und General der Waffen-SS   |                                                                                 |

## Utmärkelser
- Krigsförtjänstkorset av andra klassen med svärd
- Krigsförtjänstkorset av första klassen med svärd
- Järnkorset av andra klassen
- Ärekorset
- NSDAP:s partitecken i guld
- NSDAP:s tjänsteutmärkelse i silver
- SS tjänsteutmärkelse
- Riksidrottsmärket
- SA:s idrottsmärke i guld
- Tyska ryttarmärket i brons
- SS Hederssvärd
- SS-Ehrenring (Totenkopfring)